# Великоазяське сільське поселення
Великоазя́ське сільське поселення (рос. Большеазяское сельское поселение) — муніципальне утворення у складі Ковилкінського району Мордовії, Росія. Адміністративний центр — село Великий Азясь.

## Географія
Великоазяське сільське поселення розташоване в північно-західній частині Ковилкінского району. У західній та північній частині поселення межує з Торбеєвським, Атюр'євським та Краснослободським районами. У східній, північній та південній частинах поселення межує з іншими сільськими поселеннями Ковилкінського району. Відстань між адміністративним центром району і адміністративним центром Великоазяського сільського поселення — 29 км.
Площа земель Великоазяського сільського поселення складає 14038 га, що складає близько 7 % території Ковилкінского району. Землі сільгосппризначення в кількості 3000 га обробляє ЗАТ «Мордовський Бекон».

## Історія
Станом на 2002 рік існували Великоазяська сільська рада (села Великий Азясь, Старе Мамангіно, Сутягіно, присілки Нові Ржавці, Родькіно, Сейтяновка), Михайловська сільська рада (село Михайловське) та Староаллагуловська сільська рада (село Старе Аллагулово, присілок Мала Івановка).
20 травня 2008 року до складу сільського поселення були включені ліквідовані Михайловське сільське поселення (село Михайловське) та Староаллагуловське сільське поселення (село Старе Аллагулово, присілок Мала Івановка).

## Населення
Населення — 612 осіб (2019, 855 у 2010, 1134 у 2002).

## Склад
До складу поселення входять такі населені пункти:
| Населений пункт         | Населення, осіб (2002) | Населення, осіб (2010) |
| ----------------------- | ---------------------- | ---------------------- |
| Великий Азясь, село     | 260                    | 237                    |
| Мала Івановка, присілок | 33                     | 27                     |
| Михайловське, село      | 238                    | 194                    |
| Нові Ржавці, присілок   | 110                    | 73                     |
| Родькіно, присілок      | 59                     | 43                     |
| Сейтяновка, присілок    | 95                     | 60                     |
| Старе Аллагулово, село  | 180                    | 122                    |
| Старе Мамангіно, село   | 20                     | 2                      |
| Сутягіно, присілок      | 139                    | 97                     |

## Господарство
На території сільського поселення розташовані:
- Великоазяська середня школа
- Дві крамниці — обидві в с. Великий Азясь
- Відділення поштового зв'язку в с. Великий Азясь
- Великоазяська дільнична ветеринарна лікарня
- Церква Дм. Солунського в с. Великий Азясь.[6]